# 15 Aquilae
15 Aquilae (h Aquilae) é uma estrela dupla na direção da Aquila. Possui uma ascensão reta de 19h 04m 57.66s e uma declinação de −04° 01′ 52.9″. Sua magnitude aparente é igual a 5.40. Considerando sua distância de 325 anos-luz em relação à Terra, sua magnitude absoluta é igual a 0.41. Pertence à classe espectral K1III.